# Rajska Dolina
Rajska Dolina (szw. Himmelsdalen) – powieść kryminalna szwedzkiej pisarki Marie Hermanson, opublikowana w 2011, a w Polsce w 2013 w tłumaczeniu Elżbiety Frątczak-Nowotny (wydawnictwo Amber).

## Treść
Akcja rozgrywa się w Alpach Szwajcarskich. Daniel, mieszkający w Szwecji, otrzymuje list od swojego brata - Maxa, z prośbą aby ten odwiedził go w luksusowej klinice dla osób wypalonych zawodowo, zlokalizowanej w pięknej górskiej dolinie, z dala od świata zewnętrznego. Po przyjeździe okazuje się, że klinika jest silnie chroniona, a wyjazd z niej jest bardzo utrudniony. Max prosi Daniela, by ten zastąpił go na kilka dni (są bliźniętami jednojajowymi), ponieważ musi uregulować na zewnątrz swoje długi względem bliżej nieokreślonej mafii. Daniel z oporami przystaje na to rozwiązanie, a służby ochronne nie zauważają zamiany. Daniel, pozostawiony w klinice zaczyna odkrywać różne tajemnice, jakie kryje ta niepokojąca instytucja zarządzana przez doktora Karla Fishera. Prawa do publikacji powieści zakupiono do 11 krajów.